# Tjæreborg (parochie)
Tjæreborg is een parochie van de Deense Volkskerk in de Deense gemeente Esbjerg. De parochie maakt deel uit van het bisdom Ribe en telt 2520 kerkleden op een bevolking van 2671 (2004). 
Voor 1970 was de parochie deel van Skast Herred. In dat jaar werd de parochie opgenomen in de nieuwe gemeente Esbjerg.
Abild · Ådum · Agerbæk · Agerskov · Ål · Alslev · Andst · Ansager · Årre · Arrild · Askov · Åstrup · Bække · Ballum · Bedsted · Billum · Blåhøj · Bølling · Børsmose Kirkedistrikt · Bramming · Brande · Branderup · Brede · Brejning · Brøns · Brørup · Bryndum · Bur · Burkal · Bylderup · Daler · Darum · Dejbjerg · Døstrup · Egvad · Emmerlev · Emmerske Kirkedistrikt · Fåborg · Farre Kirkedistrikt · Farup · Faster · Filskov · Finderup Kirkedistrikt · Fjelstervang Kirkedistrikt · Folding · Fole · Føvling · Gadbjerg · Gammel · Gesten · Give · Givskud · Gjesing · Gørding · Gørding · Gram · Grene · Grimstrup · Grindsted · Grundtvigs · Guldager · Hanning · Haurvig Kirkedistrikt · Hee · Hejnsvig · Hemmet · Henne · Herborg · Hjerpsted · Hjerting · Hjerting · Hjortlund · Ho · Hodde · Højer · Højst · Holmsland Klit · Holsted · Horne · Hostrup · Hostrup · Hovborg Kirkedistrikt · Hoven · Hover · Hunderup · Husby · Hviding · Janderup · Jerne · Jernved · Johanneskirken Kirkedistrikt · Kalvslund · Kvaglund · Kvong · Læborg · Langelund Kirkedistrikt · Lem Sydsogns Kirkedistrikt · Lindeballe · Lindknud · Lintrup · Løgumkloster · Lønborg · Lønne · Lunde · Lydum · Lyne · Lyngvig Kirkedistrikt · Madum · Malt · Mandø · Mjolden · Møgeltønder · Mosevrå Kirkedistrikt · Næsbjerg · No · Nollund Kirkedistrikt · Nordby · Nørre Bork · Nørre Løgum · Nørre Nebel · Nørre Omme · Nørre Vium · Nørup · Ny · Obbekær · Oksby · Ølgod · Ølstrup · Øse · Øster Lindet · Øster Nykirke · Ovtrup · Randbøl · Randerup · Ravsted · Rejsby · Ribe Domsogn · Rindum · Ringive · Ringkøbing · Roager · Rødding · Rømø · Rousthøje Kirkedistrikt · Sædden · Sædding · Sankt Katharine · Sankt Knuds Kirkedistrikt · Sankt Peders Kirkedistrikt · Seem · Skads · Skærbæk · Skærlund Kirkedistrikt · Skjern · Skjoldbjerg Kirkedistrikt · Skodborg · Skovlund · Skrave · Skrydstrup · Sneum · Sønder Bork · Sønder Borris · Sønder Hygum · Sønder Lem · Sønder Nissum · Sønder Omme · Sønder Skast · Sønder Vium · Sønderho · Spandet · Staby · Stadil · Stauning · Stenderup · Stenderup Kirkedistrikt · Strellev · Tarm · Thorstrup · Thyregod · Tim · Tinglev · Tirslund · Tistrup · Tjæreborg · Toftlund · Tønder · Torsted · Treenigheds · Troldhede · Ubjerg · Uhre Kirkedistrikt · Ulfborg · Urup Kirkedistrikt · Væggerskilde Kirkedistrikt · Varde · Vedersø · Veerst · Vejen · Vejrup · Velling · Vemb · Vester · Vester Nebel · Vester Nykirke · Vester Starup · Vester Vedsted · Vesterhede Kirkedistrikt · Videbæk · Vilslev · Visby · Vodder · Vonge Kirkedistrikt · Vor Frelser · Vorbasse · Vorgod · Vorslunde Kirkedistrikt · Zions